# دیسکسیون عروق گردنی
دیسکسیون عروق گردنی (انگلیسی: Vertebral artery dissection) یک بیماری عروق گردن و اطراف آن است. این بیماری در سال‌های اخیر بیشتر شناخته شده‌است.
در بسیاری از موارد، سکته مغزی علت تنگی یا انسداد در عروقی است که در گردن وجود دارد و به مغز خون می‌رسانند. در اکثریت موارد نیز علت این تنگی و انسداد اترواسکلروز یا وجود لخته‌هایی است که در «داخل» این عروق تشکیل می‌شود. همان بیماری که در عروق قلب هم اتفاق می‌افتد و همه با آن آشنایی دارند؛ همان بیماری که سیگار، افزایش چربی خون و دیابت در پیدایش آن موثرند. اما دیسکسیون عروق گردن بیماری است که از اساس با این مکانیسم تفاوت دارد. در این بیماری تنگی و انسداد در داخل رگ نیست، بلکه علت اصلی نشت خون به میان دو لایه‌ای است که جدار رگ را تشکیل می‌دهند.
عروق بزرگ عموماً از دو لایه تشکیل شده‌اند، مثل لوله دوجداره یی که دوجداره بودن آن مقاومت آن را در برابر صدمات محیطی افزایش می‌دهد. فاصله بین این دو جدار معمولاً یک فاصله مجازی است و در اکثریت افراد این دو جداره را به راحتی نمی‌توان از هم جدا کرد. اما در برخی از افراد چسبندگی بین این دولایه خیلی محکم نیست و اگر سوراخی در لایه داخلی پدید آید خون بین دو جدار نفوذ کرده و آن را «دایسکت» می‌کند. اصطلاح دیسکت زمانی به کار می‌رود که چیزی نسوج بدن را از هم باز کند.
در سالن تشریح دانشکده پزشکی دانشجویان هنگام بررسی جسد قیچی مخصوص خود را به صورت بسته داخل نسج می‌برند و آنجا را باز می‌کنند. این کار باعث شکافته شدن نسج می‌شود. این معنای دقیق «دیسکسیون» است و اصلاً سالن تشریح را به همین خاطر سالن «دیسکسیون» می‌نامند. وقتی خون جدار رگ را دیسکت کرد، یک لخته خون در جدار رگ تشکیل می‌شود که رفته رفته رگ را بسته و باعث سکته مغزی می‌شود.
تا همین اواخر دیسکسیون عروق گردن را تنها به شکل تروماتیک یعنی به دنبال ضربه می‌شناختند، اما در سال‌های اخیر معلوم شده‌است این بیماری بدون ضربه و به طریق اولی بعد از ضربات بسیار خفیف هم ممکن است رخ دهد و نه تنها این بلکه معلوم شده این بیماری بسیار شایع تر از آن چیزی است که تابه حال تصور می‌شد و اگرچه در همه سنین امکان‌پذیر است، اما تا ۲۰ درصد کسانی که در سنین پایین‌تر دچار سکته مغزی می‌شوند مبتلا به این بیماری هستند که آمار بسیار بالا و شگفت‌انگیزی است، چرا که اکثریت کسانی که در سنین پایین‌تر دچار سکته مغزی می‌شوند به دلیل بیماری‌های دریچه یی قلبی است یعنی اینکه اگر کسی در سنین پایین‌تر دچار سکته مغزی شده و هیچ بیماری دریچه یی قلبی هم ندارد احتمال دیسکسیون در او بسیار بالاست. اما این بیماری از جهات چندی واجد اهمیت است؛ اولاً باید گفت تشخیص این بیماری از این رو اهمیت دارد که در مرحله حاد هم درمان‌های ضدانعقادی در این بیماران مؤثر است.